# Chì(II) sulfide
Chì(II) sulfide hay sulfide chì(II) là một hợp chất vô cơ có công thức PbS. PbS, còn có tên gọi khác là galena, là quặng chính, và hợp chất quan trọng nhất của chì. Chất này là một chất bán dẫn.

## Hình thành, tính chất cơ bản, vật liệu liên quan
Nếu cho khí H2S hoặc muối sulfide vào một dung dịch có sẵn các các ion chì, phản ứng tạo ra kết tủa PbS có màu đen:
Pb2+ + H2S  → PbS↓ + 2H+
Hằng số cân bằng cho phản ứng này là 3×106M. Phản ứng này tạo ra hiện tượng thay đổi màu sắc đột ngột từ không màu hoặc trắng sang đen, và từng được sử dụng trong phân tích vô cơ chất lượng. Sự hiện diện của khí hydro sulfide hoặc ion sulfide có thể được nhận biết bằng cách sử dụng giấy quỳ thấm dung dịch chì(II) axetat.
Giống như các vật liệu tương tự có thành phần là chì khác như PbSe và PbTe, PbS là một chất bán dẫn. Trong thực tế, chì(II) sulfide là chất đầu tiên, được sử dụng làm chất bán dẫn. Chì(II) sulfide kết tinh trong mô hình natri chloride, không giống như nhiều chất bán dẫn IV-VI khác.
Kể từ khi PbS trở thành quặng chính của chì, nhiều nỗ lực cố gắng để chuyển biến nó. Một quá trình quan trọng, liên quan đến luyện kim PbS và sau đó làm giảm kết quả của oxit. Các phương trình của hai bước này là:
2PbS + 3O2  → 2PbO + 2SO2↑
PbO + C  → Pb + CO↑
Khí lưu huỳnh điôxit được chuyển thành axit sunfuric.
Các hạt nano có chứa gốc sulfide và các chấm lượng tử chì đã được nghiên cứu kỹ lưỡng. Theo truyền thống, các vật liệu như trên được sản xuất bằng cách kết hợp các muối chì với một loạt các nguồn, có chứa gốc sulfide. Các hạt nano của PbS gần đây đã được kiểm tra để sử dụng trong các tế bào năng lượng mặt trời.